# Большешинарское сельское поселение
Большешинарское сельское поселение — муниципальное образование в Сабинском районе Татарстана.
Административный центр — село Большой Шинар.

## Населённые пункты
В состав сельского поселения входят 5 населённых пунктов:
- сёла: Большой Шинар, Малый Шинар.
- посёлок: Тулушка.
- деревни: Уют, Чулпыч.

## Население
| 2010  | 2011  | 2012  | 2013  | 2014  | 2015  | 2016  |
| ----- | ----- | ----- | ----- | ----- | ----- | ----- |
| 1132  | ↘1130 | ↘1112 | ↘1083 | ↘1070 | ↘1053 | ↘1051 |
| 2017  | 2018  |       |       |       |       |       |
| ↘1031 | ↘1022 |       |       |       |       |       |